# Zweden op de Olympische Zomerspelen 1980
Zweden nam deel aan de Olympische Zomerspelen 1980 in Moskou.

## Medailleoverzicht
| Sport            | Olympiër                                                                                            | Onderdeel                              | Medaille |
| ---------------- | --------------------------------------------------------------------------------------------------- | -------------------------------------- | -------- |
| Schermen         | Johan Harmenberg                                                                                    | degen individueel (m)                  | Goud     |
| Zwemmen          | Pär Arvidsson                                                                                       | 100 m vlinderslag (m)                  | Goud     |
| Zwemmen          | Bengt Baron                                                                                         | 100 m rugslag (m)                      | Goud     |
|                  | |                                        |          |
| Schietsport      | Lars-Göran Carlsson                                                                                 | skeet                                  | Zilver   |
| Zwemmen          | Per Holmertz                                                                                        | 100 m vrije slag (m)                   | Zilver   |
| Zwemmen          | Carina Ljungdahl Tina Gustafsson Agneta Mortensson Agneta Eriksson Birgitta Jönsson Helena Peterson | 4x100 m vrije slag (v)                 | Zilver   |
|                  | |                                        |          |
| Moderne vijfkamp | Svante Rasmuson Lennart Pettersson George Horvath                                                   | team                                   | Brons    |
| Schietsport      | Sven Johansson                                                                                      | kleinkalibergeweer 50 m drie houdingen | Brons    |
| Worstelen        | Benni Ljungbeck                                                                                     | grieks-romeins, -57 kg                 | Brons    |
| Worstelen        | Lars-Erik Skiöld                                                                                    | grieks-romeins, -68 kg                 | Brons    |
| Zeilen           | Göran Marström Jörgen Ragnarsson                                                                    | tornado klasse                         | Brons    |
| Zwemmen          | Per Johansson                                                                                       | 100 m vrije slag (m)                   | Brons    |

## Deelnemers en resultaten
(m) = mannen, (v) = vrouwen

### Atletiek
| Olympiër                                                  | Discipline               | Resultaat    | Prestatie |
| --------------------------------------------------------- | ------------------------ | ------------ | --- |
| Goran Högberg                                             | marathon (m)             | dnf          | niet gefinisht |
| Tommy Persson                                             | marathon (m)             | 30e          | 2:21.11 |
| Kjell-Erik Ståhl                                          | marathon (m)             | 19e          | 2:17.44 |
| Christer Gullstrand                                       | 400 m horden (m)         | halve finale | serie 2: 50,95 (6e) halve finale: niet gestart                                                                     |
| Anders Carlsson                                           | 3000 m steeple chase (m) | series       | serie 1: 9.01,8 (10e)                                                                                              |
| Alf Brandt                                                | 20 km snelwandelen (m)   | 13e          | 1:34.44,0 |
| Bo Gustafsson                                             | 20 km snelwandelen (m)   | dq           | gediskwalificeerd                                                                                                  |
| Bo Gustafsson                                             | 50 km snelwandelen (m)   | dnf          | niet gefinisht |
| Bengt Simonsen                                            | 50 km snelwandelen (m)   | 4e           | 3:57.08 |
| Kazimir Zalar                                             | polsstokhoogspringen (m) | 10e          | kwalificatiegroep B: 5,15m: o, 5,25m: o, 5,35m: o, 5,40m: xo (2e) finale: 5,25m: o, 5,35m: o, 5,45m: xx-, 5,50m: x |
| Kenth Gardenkrans                                         | discuswerpen (m)         | 12e          | kwalificatie: 53,90m, 62,58m, - (6e) finale: 60,24m, 58,40m, 60,12m                                                |
|                                                           |                          |              | |
| Linda Haglund                                             | 100 m (v)                | 4e           | serie 5: 11,37 (2e) kwartfinale 3: 11,31 (3e) halve finale 2: 11,36 (3e) finale: 11,16                             |
| Linda Haglund                                             | 200 m (v)                | halve finale | serie 3: 23,85 (3e) kwartfinale 3: 22,90 halve finale 1: 23,11 (6e)                                                |
| Ann-Louise Skoglund                                       | 400 m (v)                | series       | serie 1: 52,78 (6e)                                                                                                |
| Helena Pihl                                               | 100 m horden (v)         | halve finale | serie 2: 13,46 (4e) halve finale 1: 13,68 (8e)                                                                     |
| Linda Haglund Lena Möller Ann-Louise Skoglund Helena Pihl | 4x100 m estafette (v)    | dnf          | niet gefinisht |
| Ann-Ewa Karlsson                                          | hoogspringen (v)         | kwalificatie | kwalificatiegroep B: 1,70m: o, 1,75m: xo, 1,80m: o, 1,85m: xxx                                                     |
| Susanne Lorentzon                                         | hoogspringen (v)         | kwalificatie | kwalificatiegroep B: 1,70m: o, 1,75m: o, 1,80m: o, 1,85m: xo, 1,88m: xxx                                           |

### Basketbal
| Olympiër | Onderdeel | Resultaat | Prestatie |
| --- | --------- | --------- | --- |
| Peter Andersson Jan Enjebo Sten Feldreich Peter Gunterberg Joon-Olof Karlsson Bernt Malion Thomas Nordgren Roland Rahm Åke Skyttevall Torbjörn Taxen Gören Ungern Leif Yttergren | mannen    | 10e       | Groepsfase: 77-92 verlies van Italië 59-71 verlies van Cuba 55-64 verlies van Australië Plaatsingsronde 7-12: 70-64 winst van Senegal 61-83 verlies van Tsjecho-Slowakije 119-63 winst van India 70-67 winst van Polen |

### Boksen
| Olympiër          | Onderdeel                       | Resultaat | Prestatie |
| ----------------- | ------------------------------- | --------- | --- |
| Odd Bengtsson     | vedergewicht (tot 57 kg)        | 1/16F     | 1/16F: verloor van CUB Adolfo Horta (0-5)                                                                                                |
| Kalervo Alanenpää | lichtgewicht (tot 60 kg)        | 1/16F     | 1/16F: verloor van TAN Omari Golaya (0-5)                                                                                                |
| Shadrach Odhiambo | halfweltergewicht (tot 63.5 kg) | 1/8F      | 1/16F: won van POL Bogdan Gajda (4-1) 1/8F: verloor van GBR Anthony Willis (0-5)                                                         |
| Leo Vainonen      | halfmiddengewicht (tot 71 kg)   | 1/8F      | 1/16F: won van ROU Marcel Sîrba (3-2) 1/8F: verloor van BRA Francisco Carlos Jesus (0-5)                                                 |
| Christer Corpi    | middengewicht (tot 75 kg)       | 1/8F      | 1/16F: won van BEN Gbodolle Etienne Loco (diskwalificatie) 1/8F: verloor van GDR Manfred Trauten (wedstrijd gestopt door scheidsrechter) |
| Anders Eklund     | zwaargewicht (boven 81 kg)      | KF        | KF: verloor van HUN István Lévai (1-4)                                                                                                   |

### Boogschieten
| Olympiër           | Onderdeel         | Resultaat | Prestatie   |
| ------------------ | ----------------- | --------- | ----------- |
| Göran Bjerendal    | Heren individueel | 12e       | 2408 punten |
| Rolf Svensson      | Heren individueel | 20e       | 2357 punten |
|                    |                   |           |             |
| Anna-Lisa Berglund | Dames individueel | 16e       | 2283 punten |

### Gewichtheffen
| Olympiër        | Onderdeel                       | Resultaat | Prestatie                                                       |
| --------------- | ------------------------------- | --------- | --------------------------------------------------------------- |
| Johnny Helsing  | bantamgewicht (tot 56 kg)       | 14e       | trekken: 100.0 kg (17e) stoten: 132.5 kg (13e) totaal: 232.5 kg |
| Pertti Torikka  | bantamgewicht (tot 56 kg)       | 15e       | trekken: 100.0 kg (16e) stoten: 130.0 kg (15e) totaal: 230.0 kg |
| Bertil Sollevi  | middengewicht (tot 75 kg)       | 7e        | trekken: 137.5 kg (8e) stoten: 172.5 kg (7e) totaal: 310.0 kg   |
| Stefan Jonsson  | lichtzwaargewicht (tot 82.5 kg) | 10e       | trekken: 142.5 kg (14e) stoten: 185.0 kg (9e) totaal: 327.5 kg  |
| Michael Persson | zwaargewicht I (tot 100 kg)     | 9e        | trekken: 160.0 kg (10e) stoten: 200.0 kg (8e) totaal: 360.0 kg  |
| Leif Nilsson    | zwaargewicht II (tot 110 kg)    | 4e        | trekken: 167.5 kg (5e) stoten: 212.5 kg (4e) totaal: 380.0 kg   |

### Judo
| Olympiër         | Onderdeel                     | Resultaat | Prestatie |
| ---------------- | ----------------------------- | --------- | --- |
| Wolfgang Biedron | halflichtgewicht (tot 65 kg)  | 7e        | 1/16F: won van SYR Redwan Elzaouiki (ippon) 1/8F: won van BRA Luiz Yoshio Onmura (ippon) KF: verloor van MGL Tsendying Damdin (koka) herkansing: verloor van FRA Yves Delvingt (yuko) |
| Ronny Nilsson    | lichtgewicht (tot 71 kg)      | 1/8F      | 1/16F: won van CYP Neophitos Aresti (ippon) 1/8F: verloor van CUB Ricardo Tuero (ippon)                                                                                               |
| Michel Grant     | halfmiddengewicht (tot 78 kg) | 1/16F     | 1/16F: verloor van BRA Carlos Alberto Cunha (waza-ari) |
| Bertil Ström     | middengewicht (tot 86 kg)     | 5e        | 1/16F: verloor van SUI Jürg Röthlisberger (yuko) herkansing: won van CMR Henri-Richard Lobe (waza-ari) voor brons: verloor van URS Aleksandr Yatskevich (ippon)                       |

### Kanovaren
| Olympiër                                                       | Onderdeel     | Resultaat    | Prestatie                                                                                     |
| -------------------------------------------------------------- | ------------- | ------------ | --------------------------------------------------------------------------------------------- |
| Anders Andersson                                               | K1 500 m (m)  | 6e           | serie 2: 1.46,46 (2e) HF 1: 1.46,93 (3e) finale: 1.46,32                                      |
| Anders Andersson                                               | K1 1000 m (m) | 9e           | serie 3: 3.48,16 (2e) HF 2: 3.52,80 (1e) finale: 3.54,54                                      |
| Jens Nordqvist Thomas Ohlsson                                  | K2 500 m (m)  | 9e           | serie 1: 1.38,13 (5e) herkansing 2: 1.39,89 (3e) halve finale 1: 1.37,42 (3e) finale: 1.39,92 |
| Jens Nordqvist Thomas Ohlsson                                  | K2 1000 m (m) | halve finale | serie 1: 3.40,37 (7e) herkansing 2: 3.32,43 (2e) halve finale 3: 3.40,59 (5e)                 |
| Lars-Erik Moberg Per Lundh Torbjorn Thoresson Berndt Andersson | K4 1000 m (m) | 9e           | serie 1: 3.05,20 (3e) finale: 3.20,74                                                         |
| Thomas Falk                                                    | C1 500 m (m)  | halve finale | serie 1: 1.59,07 (5e) halve finale: 1.59,94 (4e)                                              |
| Thomas Falk                                                    | C1 1000 m (m) | 7e           | serie 2: 4.04,97 (3e) finale: 4.20,66                                                         |
| Bernt Lindelöf Erik Zeidlitz                                   | C2 500 m (m)  | 8e           | serie 2: 1.46,97 (3e) finale: 1.48,69                                                         |
| Bernt Lindelöf Erik Zeidlitz                                   | C2 1000 m (m) | 9e           | serie 1: 3.44,91 (2e) finale: 3.58,62                                                         |
|                                                                |               |              |                                                                                               |
| Agneta Andersson                                               | K1 500 m (v)  | 6e           | serie 2: 2.01,00 (4e) halve finale: 2.04,39 (3e) finale: 2.01,33                              |
| Agneta Andersson Karin Olsson                                  | K2 500 m (v)  | 5e           | serie 1: 1.49,96 (4e) halve finale: 1.52,77 (2e) finale: 1.49,27                              |

### Moderne vijfkamp
| Olympiër                                          | Onderdeel   | Resultaat | Prestatie |
| ------------------------------------------------- | ----------- | --------- | --- |
| George Horvath                                    | individueel | 9e        | 5229 punten 1036 met paardrijden (springconcours; 64 strafpunten; 20e) 0870 met schermen (degen; 24-18; 11e) 1132 met schieten (snelvuurpistool, 200 schoten; 50+50+50+50; 1e) 1152 met zwemmen (300 m vrij; 3.35,320; 21e) 1039 met hardlopen (4000 m crosscountry; 14.02,10; 29e) |
| Lennart Pettersson                                | individueel | 7e        | 5243 punten 1050 met paardrijden (springconcours; 50 strafpunten; 18e) 0922 met schermen (degen; 26-16; 9e) 1088 met schieten (snelvuurpistool, 200 schoten; 50+49+49+50; 6e) 1156 met zwemmen (300 m vrij; 3.34,998; 19e) 1027 met hardlopen (4000 m crosscountry; 14.06,10; 32e)  |
| Svante Rasmuson                                   | individueel | 4e        | 5373 punten 0936 met paardrijden (springconcours; 164 strafpunten; 40e) 0922 met schermen (degen; 26-16; 10e) 1000 met schieten (snelvuurpistool, 200 schoten; 49+49+47+49; 17e) 1332 met zwemmen (300 m vrij; 3.12,813; 2e) 1183 met hardlopen (4000 m crosscountry; 13.14,80; 6e) |
|                                                   |             |           | |
| Svante Rasmuson Lennart Pettersson George Horvath | team        | Brons     | 15845 punten 03022 met paardrijden (springconcours; 8e) 02714 met schermen (degen; 3e) 03220 met schieten (snelvuurpistool, 200 schoten; 1e) 03640 met zwemmen (300 m vrij; 1e) 03249 met hardlopen (4000 m crosscountry; 7e)                                                       |

### Roeien
| Olympiër                                               | Onderdeel                | Resultaat | Prestatie                                                                                   |
| ------------------------------------------------------ | ------------------------ | --------- | ------------------------------------------------------------------------------------------- |
| Hans Svensson                                          | skiff (m)                | 5e        | serie 3: 7.57,33 (2e) halve finale 2: 7.19,66 (3e) finale: 7.19,38                          |
| Anders Larson Anders Wilgotson                         | twee-zonder-stuurman (m) | 6e        | serie 3: 7.44,16 (4e) herkansing: 7.09,51 (2e) halve finale 1: 6.54,12 (3e) finale: 7.02,52 |
| Kent Larsson Pär Hurtig Jan Nicklasson Göran Johansson | vier-zonder-stuurman (m) | 10e       | serie 2: 6.49,78 (5e) herkansing 1: 6.29,33 (4e) B-finale: 6.23,61 (4e)                     |

### Schermen
| Olympiër                                                              | Onderdeel              | Resultaat | Prestatie |
| --------------------------------------------------------------------- | ---------------------- | --------- | --- |
| Rolf Edling                                                           | degen individueel (m)  | 4e        | 1e ronde: won van URS Aleksandr Abushakhmetov (5-3) verloor van FRA Philippe Boisse (3-5) won van BEL Thierry Soumagne (5-3) won van FIN Mikko Salminen (5-4) 2e ronde: won van ROU Ioan Popa (5-2) won van URS Boris Lukomski (5-2) won van POL Piotr Jablkowski (5-4) won van FRA Philippe Boisse (5-3) won van CUB Efigenio Favier (5-3) 3e ronde: won van FRA Philippe Boisse won van URS Aleksandr Abushakhmetov finaleronde: verloor van SWE Johan Harmenberg (2-5) won van ROU Ioan Popa (5-3) won van FRA Philippe Riboud (5-0) verloor van HUN Ernó Kolczonay (1-5) won van URS Aleksandr Mozhaev (5-3) |
| Johan Harmenberg                                                      | degen individueel (m)  | Goud      | 1e ronde: won van HUN István Osztrics (5-3) won van TCH Jirí Douba (5-2) verloor van ROU Ioan Popa (2-5) won van CUB Heriberto Gonzalez (5-1) 2e ronde: won van AUS Gregory Benko (5-0) won van TCH Oldrich Kubišta (5-4) verloor van FRA Philippe Riboud (4-5) verloor van POL Andrzej Lis (4-5) won van HUN László Petho (5-4) 3e ronde: won van ITA Stefano Bellone won van HUN István Osztrics finaleronde: won van ROU Ioan Popa (5-4) won van FRA Philippe Riboud (5-5) won van SWE Rolf Edling (5-2) won van HUN Ernó Kolczonay (5-5) verloor van URS Aleksandr Mozhaev (2-5)                             |
| Hans Jacobson                                                         | degen individueel (m)  | 9e        | 1e ronde: won van KUW Kazem Hasan (5-1) won van LIB Hassan Hamze (5-1) won van URS Boris Lukomski (5-2) won van ITA Marco Falcone (5-2) won van AUS Gregory Benko (5-5) 2e ronde: verloor van HUN Ernó Kolczonay (4-5) won van GBR John Patrick Llewellyn (5-2) won van ITA Stefano Bellone (5-2) won van URS Aleksandr Mozhaev (5-3) won van ROU Anton Alexandru Pongracz (5-3) 3e ronde: won van HUN László Petho verloor van ROU Ioan Popa verloor van URS Aleksandr Mozhaev |
| Johan Harmenberg Rolf Edling Leif Högström Göran Malkar Hans Jacobson | degen team (m)         | 5e        | 1e ronde: won van Groot-Brittannië (8-3) 2e ronde: verloor van Polen (6-8) 3e ronde: won van Hongarije (9-4) om 5e plaats: won van Tsjecho-Slowakije (9-2) |
|                                                                       |                        |           | |
| Kerstin Palm                                                          | floret individueel (v) | 29e       | 1e ronde: verloor van ROU Marcela Moldovan (2-5) verloor van CUB Margarita Rodriguez (1-5) won van GBR Ann Brannon (5-3) verloor van URS Valentina Sidorova (1-5) |

### Schietsport
| Olympiër            | Onderdeel                              | Resultaat | Prestatie   |
| ------------------- | -------------------------------------- | --------- | ----------- |
| Sven Johansson      | kleinkalibergeweer 50 m drie houdingen | Brons     | 1165 punten |
| Sven Johansson      | kleinkalibergeweer 50 m liggend        | 19e       | 594 punten  |
| Stefan Thynell      | kleinkalibergeweer 50 m drie houdingen | 15e       | 1150 punten |
| Stefan Thynell      | kleinkalibergeweer 50 m liggend        | 24e       | 593 punten  |
| Staffan Oscarsson   | vrij pistool 50 m                      | 23e       | 547 punten  |
| Ragnar Skanåker     | vrij pistool 50 m                      | 7e        | 563 punten  |
| Ragnar Skanåker     | snelvuurpistool 25 m                   | 32e       | 579 punten  |
| Ove Gunnarsson      | snelvuurpistool 25 m                   | 16e       | 590 punten  |
| Lars Ivarsson       | lopend schijf 50 m                     | 13e       | 567 punten  |
| Lars-Göran Carlsson | skeet                                  | Zilver    | 196 punten  |
| Manne Johnson       | skeet                                  | 38e       | 184 punten  |

### Schoonspringen
| Olympiër          | Onderdeel              | Resultaat | Prestatie                   |
| ----------------- | ---------------------- | --------- | --------------------------- |
| Annie Liljeberg   | 3 m plank (v)          | 21e       | kwalificatie: 365.25 punten |
| Susanne Vetteskog | 3 m plank (v)          | 11e       | kwalificatie: 399.06 punten |
| Susanne Vetteskog | 10 m torenspringen (v) | 11e       | kwalificatie: 315.30 punten |

### Turnen
| Olympiër    | Onderdeel                | Resultaat | Prestatie |
| ----------- | ------------------------ | --------- | --- |
| Lena Adomat | individuele meerkamp (v) | 30e       | 70.050 punten totaal 35.200 punten in voorronde 36.45 punten in verplichte oefeningen 09.30 op sprong 09.25 op brug ongelijk 09.20 op balk 08.70 op vloer 33.95 punten in vrije oefeningen 08.80 op sprong 08.70 op brug ongelijk 08.15 op balk 08.30 op vloer 34.85 punten in finale 08.90 op sprong 09.10 op brug ongelijk 08.20 op balk 08.65 op vloer |

### Waterpolo
| Olympiër | Onderdeel | Resultaat | Prestatie |
| --- | --------- | --------- | --- |
| Per Arne Andersson Sören Carlsson Peter Carlström Arne Claesson Tommy Danielson Anders Flodqvist Gunnar Johansson Kenth Karlson Hans Lundén Lars Skåål Christer Stenberg | mannen    | 11e       | Groepsfase: 3-7 verlies van Spanje 4-4 gelijkspel tegen Italië 1-12 verlies van Sovjet-Unie Plaatsingsronde 7-12: 5-9 verlies van Griekenland 3-8 verlies van Italië 3-8 verlies van Roemenië 4-9 verlies van Australië 8-6 winst van Bulgarije |

### Wielersport
| Olympiër                                                    | Onderdeel      | Resultaat | Prestatie      |
| ----------------------------------------------------------- | -------------- | --------- | -------------- |
| Anders Adamson                                              | wegwedstrijd   | 44e       | 5:05.57,9      |
| Mats Gustafsson                                             | wegwedstrijd   | dnf       | niet gefinisht |
| Peter Jonson                                                | wegwedstrijd   | 16e       | 4:57.33,9      |
| Bernt Scheler                                               | wegwedstrijd   | 39e       | 5:05.47,9      |
| Anders Adamson Bengt Asplund Mats Gustafsson Hakan Karlsson | ploegentijdrit | 12e       | 2:08.33,7      |

### Worstelen
| Olympiër         | Onderdeel                                      | Resultaat | Prestatie |
| ---------------- | ---------------------------------------------- | --------- | --- |
| Kent Andersson   | Grieks-Romeins, licht vlieggewicht (tot 48 kg) | 2e ronde  | 1e ronde: verloor van BUL Pavel Khristov (0-29) 2e ronde: verloor van FIN Reijo Haaparanta (3-13) |
| Benni Ljungbeck  | Grieks-Romeins, bantamgewicht (tot 57 kg)      | Brons     | 1e ronde: won van CUB Leonel Perez (11-0) 2e ronde: won van AUT Herbert Nigsch (12-0) 3e ronde: won van BUL Georgi Donev (10-4) 4e ronde: bye 5e ronde: verloor van URS Sjamil Serikov (2-3) Finale: onbeslist tegen POL Józef Lipień (3-3)                                                        |
| Lars Malmkvist   | Grieks-Romeins, vedergewicht (tot 62 kg)       | 3e ronde  | 1e ronde: won van ROU Ion Paun (4-2) 2e ronde: verloor van POL Kazimierz Lipień (0-11) 3e ronde: onbeslist tegen GRE Stilianos Migiakis (3-3) |
| Lars-Erik Skiöld | Grieks-Romeins, lichtgewicht (tot 68 kg)       | Brons     | 1e ronde: won van AUT Reinhard Hartmann (13-0) 2e ronde: won van IRQ Mohammed Mustafa Mahmoud (18-0) 3e ronde: bye 4e ronde: onbeslist tegen BUL Ivan Atanasov (10-10) 5e ronde: won van MGL Buyandelger Bold (9-0) Finale: verloor van POL Andrzej Supron (3-5) verloor van ROU Stefan Rusu (1-5) |
| Lennart Lundell  | Grieks-Romeins, weltergewicht (tot 74 kg)      | 5e        | 1e ronde: won van SYR Jamal Moughrabi (9-0) 2e ronde: onbeslist tegen TCH Vitezslav Mácha (3-3) 3e ronde: won van BEL Jacques van Lancker (9-2) 4e ronde: verloor van URS Anatoli Bykov (4-10) |
| Leif Andersson   | Grieks-Romeins, middengewicht (tot 82 kg)      | 4e        | 1e ronde: won van FIN Jarmo Övermark (8-5) 2e ronde: onbeslist tegen ROU Ion Draica (3-3) 4e ronde: verloor van BUL Pavel Pavlov (3-4) |
| Frank Andersson  | Grieks-Romeins, halfzwaargewicht (tot 90 kg)   | 4e        | 1e ronde: won van GRE Georges Pozidis (16-13) 2e ronde: won van POL Czeslaw Kwiecinski (19-0) 3e ronde: won van AUT Franz Pitschmann (10-0) 4e ronde: verloor van URS Igor Kanygin (5-7) 5e ronde: verloor van ROU Petre Dicu (2-3)                                                                |
| Frank Andersson  | Vrije stijl, zwaargewicht (tot 100 kg)         | 1e ronde  | 1e ronde: verloor van ROU Vasile Puscasu (2-11) |
| Sören Claesson   | Vrije stijl, middengewicht (tot 82 kg)         | 2e ronde  | 1e ronde: verloor van BUL Ismail Abilov (0-10) 2e ronde: verloor van POL Henryk Mazur (5-11) |

### Zeilen
| Olympiër                                     | Onderdeel          | Resultaat | Prestatie                                             |
| -------------------------------------------- | ------------------ | --------- | ----------------------------------------------------- |
| Kent Carlson                                 | Finn klasse (m)    | 6e        | 63.7 punten (3.0, 18.0, 21.0, 8.0, 8.0, 5.7, 28.0)    |
| Lars Bengtsson Stefan Bengtsson              | 470 klasse (m)     | 8e        | 60.0 punten (13.0, 13.0, 8.0, 3.0, 17.0, 10.0, 13.0)  |
| Peter Sundelin Håkan Lindström               | Star klasse (m)    | 4e        | 44.7 punten (11.7, 10.0, 10.0, 0.0, 10.0, 13.0, 3.0)  |
| Göran Marström Jörgen Ragnarsson             | Tornado klasse (m) | Brons     | 33.7 punten (0.0, 8.0, 13.0, 3.0, 11.7, 3.0, 8.0)     |
| Jan Andersson Göran Andersson Bertil Larsson | Soling klasse (m)  | 8e        | 75.7 punten (11.7, 15.0, 15.0, 13.0, 14.0, 14.0, 8.0) |

### Zwemmen
| Olympiër                                                                                            | Onderdeel              | Resultaat    | Prestatie                                                    |
| --------------------------------------------------------------------------------------------------- | ---------------------- | ------------ | ------------------------------------------------------------ |
| Per Holmertz                                                                                        | 100 m vrije slag (m)   | Zilver       | serie 4: 52,01 (1e) halve finale 2: 51,19 (2e) finale: 50,91 |
| Per Johansson                                                                                       | 100 m vrije slag (m)   | Brons        | serie 3: 52,11 (1e) halve finale 1: 51,42 (1e) finale: 51,29 |
| Per Wikström                                                                                        | 100 m vrije slag (m)   | halve finale | serie 1: 52,29 (2e) halve finale 1: 52,15 (4e)               |
| Per Wikström                                                                                        | 200 m vrije slag (m)   | series       | serie 1: 1.53,59 (2e)                                        |
| Per-Ola Quist                                                                                       | 200 m vrije slag (m)   | series       | serie 2: 1.55,38 (3e)                                        |
| Thomas Lejdström                                                                                    | 200 m vrije slag (m)   | 7e           | serie 4: 1.53,04 (3e) finale: 1.52,94                        |
| Thomas Lejdström                                                                                    | 400 m vrije slag (m)   | series       | serie 4: 4.01,89 (3e)                                        |
| Thomas Lejdström                                                                                    | 400 m wisselslag (m)   | series       | serie 4: 4.33,05 (3e)                                        |
| Bengt Baron                                                                                         | 100 m rugslag (m)      | Goud         | serie 5: 58,46 (4e) halve finale 2: 57,51 (1e) finale: 56,53 |
| Bengt Baron                                                                                         | 200 m rugslag (m)      | series       | serie 4: 2.07,13 (4e)                                        |
| Michaël Söderlund                                                                                   | 100 m rugslag (m)      | halve finale | serie 3: 57,75 (1e) halve finale 2: 58,20 (4e)               |
| Michaël Söderlund                                                                                   | 200 m rugslag (m)      | 6e           | serie 3: 2.04,67 (2e) finale: 2.04,10                        |
| Peter Berggren                                                                                      | 100 m schoolslag (m)   | series       | serie 1: 1.05,43 (1e)                                        |
| Peter Berggren                                                                                      | 200 m schoolslag (m)   | 7e           | serie 3: 2.22,09 (3e) finale: 2.21,39                        |
| Glen Christiansen                                                                                   | 200 m schoolslag (m)   | series       | serie 1: 2.26,00                                             |
| Pär Arvidsson                                                                                       | 100 m vlinderslag (m)  | Goud         | serie 5: 55,18 (1e) halve finale 2: 55,05 (2e) finale: 54,92 |
| Pär Arvidsson                                                                                       | 200 m vlinderslag (m)  | 7e           | serie 3: 2.03,14 (2e) finale: 2.02,61                        |
| Ove Nylén                                                                                           | 200 m vlinderslag (m)  | series       | serie 2: 2.04,64 (4e)                                        |
| Gary Andersson                                                                                      | 400 m wisselslag (m)   | series       | serie 2: 4.41,32 (6e)                                        |
| Michael Söderlund Pelle Wikström Per-Alvar Magnusson Thomas Lejdström Anders Rutqvist Per-Ola Quist | 4x200 m vrije slag (m) | 4e           | serie 2: 7.34,34 (4e) finale: 7.30,10                        |
| Michaël Söderlund Peter Berggren Per-Alvar Magnusson Per Holmertz                                   | 4x100 m wisselslag (m) | dq           | serie 1: gediskwalificeerd                                   |
| |                        |              |                                                              |
| Agneta Eriksson                                                                                     | 100 m vrije slag (v)   | 8e           | serie 3: 57,67 (3e) finale: 57,90                            |
| Carina Ljungdahl                                                                                    | 100 m vrije slag (v)   | series       | serie 3: 58,05                                               |
| Tina Gustafsson                                                                                     | 200 m vrije slag (v)   | series       | serie 4: 2.05,84 (5e)                                        |
| Annika Uvehall                                                                                      | 100 m rugslag (v)      | series       | serie 1: 1.06,33 (5e)                                        |
| Eva-Marie Håkansson                                                                                 | 100 m schoolslag (v)   | 5e           | serie 2: 1.12,26 (1e) finale: 1.11,72                        |
| Eva-Marie Håkansson                                                                                 | 200 m schoolslag (v)   | series       | serie 3: 2.35,64 (3e)                                        |
| Ann-Sofi Roos                                                                                       | 200 m schoolslag (v)   | series       | serie 4: 2.35,99 (3e)                                        |
| Ann-Sofi Roos                                                                                       | 400 m wisselslag (v)   | series       | serie 3: 4.57,13 (4e)                                        |
| Armi Airaksinen                                                                                     | 100 m vlinderslag (v)  | series       | serie 3: 1.04,40 (5e)                                        |
| Armi Airaksinen                                                                                     | 200 m vlinderslag (v)  | series       | serie 3: 2.19,39 (5e)                                        |
| Agneta Mårtensson                                                                                   | 100 m vlinderslag (v)  | 6e           | serie 1: 1.02,79 (1e) finale: 1.02,61                        |
| Agneta Mårtensson                                                                                   | 200 m vlinderslag (v)  | 7e           | serie 2: 2.16,41 (2e) finale: 2.15,22                        |
| Carina Ljungdahl Tina Gustafsson Agneta Mårtensson Agneta Eriksson Birgitta Jönsson Helena Peterson | 4x100 m vrije slag (v) | Zilver       | serie 1: 3.52,22 (2e) finale: 3.48,93                        |
| Annika Uvehall Eva-Marie Håkansson Agneta Mårtensson Tina Gustafsson                                | 4x100 m wisselslag (v) | 4e           | serie 2: 4.19,94 (3e) finale: 4.16,91                        |

Afghanistan · Algerije · Andorra · Angola · Australië · België · Benin · Birma · Botswana · Brazilië · Bulgarije · Colombia · Congo-Brazzaville · Costa Rica · Cuba · Cyprus · Denemarken · Dominicaanse Republiek · Duitse Democratische Republiek · Ecuador · Ethiopië · Finland · Frankrijk · Griekenland · Groot-Brittannië · Guatemala · Guinee · Guyana · Hongarije · Ierland · IJsland · India · Irak · Italië · Jamaica · Joegoslavië · Jordanië · Kameroen · Koeweit · Laos · Lesotho · Libanon · Liberia · Libië · Luxemburg · Madagaskar · Mali · Malta · Mexico · Mongolië · Mozambique · Nederland · Nepal · Nicaragua · Nieuw-Zeeland · Nigeria · Noord-Korea · Oeganda · Oostenrijk · Peru · Polen · Portugal · Puerto Rico · Roemenië · San Marino · Senegal · Seychellen · Sierra Leone · Sovjet-Unie · Spanje · Sri Lanka · Syrië · Tanzania · Trinidad en Tobago · Tsjecho-Slowakije · Venezuela · Vietnam · Zambia · Zimbabwe · Zweden · Zwitserland